# NGC 12
Az NGC 12 egy spirálgalaxis a Pisces (Halak) csillagképben.

## Felfedezése
Az NGC 12 galaxist William Herschel fedezte fel 1790. december 6-án.

## Tudományos adatok
A galaxis 3941 km/s sebességgel távolodik tőlünk.